# IPC 거더
IPC 거더(Incrementally Prestressed Concrete Girder)는 일반적인 PSC 빔(Prestressed Concrete Beam)과는 달리 시공단계의 하중증가 및 슬래브와의 합성유무등을 고려하여 단계적으로 긴장력을 여러차례 도입할 수 있도록 설계, 제작된 빔이다.
일반적인 PSC 빔에 비해 시공 단계별로 하중 및 응력의 관계를 고려하여 단계적으로 긴장력을 도입하기 때문에 효율적인 단면으로 설계가 가능하다. 효율적인 설계가 가능하기 때문에 동일한 사용하중하에서 일반 PSC 빔보다 자중이 작아 장경간으로 시공이 가능하며, 형고를 낮출수 있어서 형하공간 확보에 유리하다.